# 아무도 기다리지 않았다
아무도 기다리지 않았다(러시아어: Не ждали 네 즈달리[*])는 러시아 제국의 화가 일리야 레핀이 1884년 제작에 착수하여 1888년 완성한 그림이다. 러시아 인민주의자가 유형 생활을 마치고 가족을 맞이하는 모습을 묘사한 작품으로, 러시아의 혁명을 묘사한 작품 중 가장 높은 평가를 받는 작품 중 하나이다.

## 배경
1881년 3월 13일 인민주의에 기반한 정당인 인민의 의지당은 차르 알렉산드르 2세를 암살하여 혁명을 촉발시킬 계획을 세웠으나 민중들은 이러한 사건에 호응하지 않았다. 이후 러시아 제국 당국의 강도 높은 검열과 탄압으로 인해 러시아는 혼란한 상황에 놓였고, 레핀은 이러한 러시아의 혼란한 사회상을 혁명적인 내용으로 이끌어 낸 작품을 제작했다.

## 작품 분석
좌측의 혁명가로 추정되는 남성은 인민의 의지당의 일원으로 러시아 당국의 고문과 노역으로 인해 수척해진 모습으로 갑작스럽게 귀가했다.
우측의 인물들은 가족으로 추정되는데, 그들은 그의 등장에 다양한 반응을 보인다. 어머니로 추정되는 여성은 믿기지 않다는 듯이 자리에서 일어났으며, 아내로 추정되는 피아노를 치는 여성은 당혹스러운 표정을 짓고 있다.
또한 혁명가의 자녀로 추정되는 두 아이 중 남자아이는 자신의 아버지를 알아보고 기뻐하나 여자아이는 아버지를 알아보지 못해 의심이 섞인 눈으로 그를 응시한다.
레핀은 혁명가와 가정의 대조를 표현하기 위해 혁명가는 어두운 분위기의 색으로 묘사한 것에 비해 가정은 햇빛이 비치는 전반적으로 부드럽고 밝은 분위기로 묘사했다.